# Threnetes leucurus
O balança-rabo-de-garganta-preta, também conhecido por eremita-barbudo-oriental ou, ainda, beija-flor-de-cinta (nome científico: Threnetes leucurus) é uma espécie de ave apodiforme pertencente à família dos troquilídeos, que inclui os beija-flores. É um dos três representantes de um dos dois gêneros conhecidos pelo nome de balança-rabos, que pertence à subfamília dos fetornitíneos. Pode ser encontrada em altitudes desde o nível do mar até cerca de 1600 metros acima do nível do mar, distribuindo-se desde a região da bacia do rio Amazonas, seguindo aos contrafortes andinos até o Oceano Atlântico.

## Etimologia
O nome do gênero caracteriza uma aglutinação de dois termos derivados da língua grega antiga, sendo estes: θρηνητης, thrēnētēs, que significaria, ao ser traduzido literalmente, algo como "enlutado", porém se tratando de um tipo de expressão idiomática para "sombrio, escuro". O termo em si deriva do termo θρηνος, thrēnos, que significa literalmente "lamentação, tristeza". Essa denominação referencia a plumagem enegrecida e escura dos espécimes. O descritor específico, assim como o termo anterior, deriva do grego antigo λεύκουρος, leúkouros, sendo uma combinação dos termos λευκός, leukós, significando algo como "branco, claro"; adicionado do termo οὐρά, ourá, que significa "cauda", sendo derivado do idioma protoindo-europeu para "uropígio, nádegas". Suas subespeciações, com exceção para a raça nominal, possuem suas próprias denominações para especificá-las da espécie genérica: cervinicauda deriva da aglutinação de dois termos derivados do neolatim, cervinus, significando literalmente "que se assemelha a um cervo", caracterizando uma outra metáfora ou expressão idiomática para "castanho, marrom"; adicionado de outro termo neolatino cauda, que, apresenta o mesmo significado que seu correlato em português. Uma outra subespécie, descrita originalmente por Charles B. Cory em 1915, denomina-se rufigastra, sendo derivado de rufus, que significa "de pelagem avermelhada, ruivo", adicionado de gaster, um termo latino originado através do grego antigo γᾰστήρ, gastḗr, que significa "abdômen, estômago", em referência à coloração da plumagem inferior desta subespécie. Descrita primeiramente por Carl Hellmayr em meados de 1929, a subespécie medianus deriva, assim como os outros nomes, do neolatim, significando "mediano, de tamanho médio".
Na nomenclatura vernácula, essa espécie apresenta mais nomes comuns em relação a seus representantes irmãos: no português brasileiro, essa espécie é apelidada por dois nomes, com o primeiro sendo mais usado no contexto de estudos especializados e publicações ornitológicas, balança-rabo-de-garganta-preta, e um outro, mais usado informalmente, este sendo beija-flor-cinza. Este primeiro nome se inicia pelo termo "balança-rabo", em referenciando sua cauda longa que se move conforme a ave voa, este adicionado do sufixo que especifica sua garganta-preta, evitando confusões com outras espécies de balança-rabo, enquanto seu outro nome dá mais atenção à uma faixa preta em seu abdômen inferior. Seu nome no português europeu, esta espécie apresenta um nome genérico utilizado a se referir à qualquer uma das espécies de beija-flores eremitas, adicionado de um sufixo especificativo que se baseia na plumagem alaranjada e destoante na região da garganta, mais um outro sufixo, desta vez um geográfico, utilizado para diferenciá-lo da espécie conhecida como eremita-barbudo-oriental.

## Descrição
Os balança-rabos-de-garganta-preta apresentam uma média de tamanho entre 10 e 12 centímetros de comprimento, com uma média de massa corporal variando entre 4 e 7 gramas para os machos, e de 4 e 6.5 gramas para as fêmeas. O macho adulto possui plumagem esverdeada com um acabamento bronzeado nas partes superiores, um tipo de mancha escura que encobre as orelhas e a garganta com uma mancha ruiva abaixo da mesma e uma faixa de cor clara nas bochechas. Sua cauda mostra-se em um tom escuro, sendo castanho-escuro ou preto, apresentando vários tons e extensões de cor nas penas caudais externas. O abdômen cinzento apresenta alguns tons de ocre. Seu bico é ligeiramente curvilíneo, assim como outras espécies de eremitas. Ainda, como outras aves que representam o grupo conhecido como eremitas, ambos os sexos são similares, mostrando um dimorfismo sexual quase mínimo, embora aparente. A fêmea apresenta um bico mais curvilíneo e possui plumagem menos contrastante na garganta e no tronco. Suas aves juvenis são bastante similares com os adultos, porém com bordas das penas ocráceas. As subespécies diferem um pouco na coloração da cauda e da barriga, e há integrardes entre T. l. cervinicauda e T. l. rufigastra e entre T. l. rufigastra e T. l. leucurus.

## Distribuição e habitat
A subespécie mais setentrional, Threnetes leucurus leucurus, a raça nominal, se distribui pelo sudeste e oriente da Venezuela através da Guiana, Suriname e no extremo oriente do norte do Brasil, na região correspondente a Amazônia Legal amazonense, rondoniense e acreana, seguindo ao noroeste boliviano, embora existam registros não confirmados pela Guiana Francesa. Depois, aproximadamente à esta subespécie, se encontra a distribuição geográfica de Threnetes leucurus medianus, que encontra-se desde o nordeste e a sul do Brasil amazônico. Por sua vez, a subespécie Threnetes leucurus cervinicauda se distribui na Colômbia oriental e ao sul, através do leste do Equador, seguindo ao noroeste do Peru, e ao leste, no Brasil amazônico ocidental. Threnetes leucurus rufigastra pode ser encontrada desde o Peru oriental seguindo ao sul do rio Marañón ao norte da Bolívia. O balança-rabo-de-garganta-preta se distribui em ambientes abertos e semiabertos com florestas tropicais e em planícies úmidas, e em outras paisagens, como florestas de galeria, florestas pantanosas de várzea e igapó, e, ainda, em terrenos de plantações. Pode ser encontrada desde o nível do mar até 850 metros acima deste mesmo na Venezuela, no Peru, geralmente, limitando-se aos 1200 metros acima do nível do mar, porém podendo, raramente, ser encontradas em 1800 metros, e pelo Equador até 1100 metros acima do nível do solo e, menos frequentemente, 1600 metros acima do nível do mar.

## Sistemática e taxonomia
Sistematicamente, a espécie se encontra classificada dentro da subfamília dos fetornitíneos, por sua vez estando na família dos troquilídeos. Esta espécie, adicionalmente das outras espécies, balança-rabo-escuro (T. niger) e balança-rabo-de-garganta-preta (T. leucurus), constituem uma superespécie.
- Threnetes leucurus cervinicauda (Gould, 1855) — subespécie mais ocidental; pode ser encontrada desde a Colômbia e Equador oriental, seguindo ao nordeste do Peru e região norte do Brasil ocidental
- Threnetes leucurus rufigastra Cory, 1915 — subespécie de distribuição menos ampla; pode ser encontrada desde o leste do rio Marañón até a Bolívia setentrional
- Threnetes leucurus leucurus (Linnaeus, 1766) — subespécie nominal; pode ser encontrada desde o sudeste e leste da Venezuela, seguindo a Guiana e Suriname, Brasil setentrional e, possivelmente, na Guiana Francesa
- Threnetes leucurus medianus Hellmayr, 1929 — subespécie mais oriental; pode ser encontrada desde nordeste do Brasil amazônico ao sul da Amazônia

## Comportamento

### Movimento
Presumivelmente, os balança-rabos-de-garganta-preta se tratam de uma espécie sedentária, não realizando nenhum tipo de migração.

### Dieta e alimentação
Similarmente a outros beija-flores eremitas, os balança-rabos-de-garganta-preta são alimentadores de armadilha, onde este visita um ciclo variado de plantas com flor, se alimentando principalmente de néctar. Seu bico curvilíneo caracteriza uma adaptação ao formato das flores, especialmente aquelas dos gêneros Centropogon e Heliconia, e normalmente se agarra à flor enquanto se alimenta. Alimenta-se do néctar de Heliconia e outras flores tubulares, ainda, complementando sua dieta com insetos e outros pequenos artrópodes, principalmente de aranhas.

### Reprodução
Nos balança-rabos-de-garganta-preta, a época de reprodução e nidificação varia de acordo com a distribuição e altitude no qual se encontra. Seu ninho apresenta formato de copo, sendo constituído por fibras vegetais, folhagens e de pedaços de teia de aranha presos na extremidade inferior de uma longa folha caída. A fêmea sozinha incuba os dois ovos brancos.

### Vocalizações
As vocalizações dos balança-rabos-de-garganta-preta se caracterizam por "um frasear acelerado e agudo de 5 a 10 notas repetido em intervalos de vários segundos". Seu chamado é "um 'tseet' agudo e agudo, às vezes duplicado".

## Estado de conservação
A União Internacional para a Conservação da Natureza avaliou o balança-rabo-de-garganta-preta como uma espécie "pouco preocupante", embora tamanho e tendência de sua populações sejam desconhecidos. Nenhuma ameaça imediata ao seu habitat foi identificada. É considerado incomum a bastante comum e é encontrado em um número significativo de áreas protegidas.